# Enes Ćatović
Enes Ćatović (Zagreb, 8. listopada 1958.), hrvatski znanstvenik, liječnik i pjesnik.

## Životopis
Rođen je 8. listopada 1958. u Zagrebu. Pučku školu i II. gimnaziju u Križanićevoj ulici u Zagrebu završio je 1976. godine. U travnju 1981. završio je  Medicinski fakultet u Zagrebu. Godine 1983. magistrirao je na Prirodoslovno-matematičkom fakultetu u Zagrebu, a 1987. je doktorirao na Medicinskom fakultetu u Zagrebu. Mentor prilikom izrade doktorske disertacije bio mu je prvi ministar znanosti RH prof. dr. sc. Osman Muftić. Godine 1988. završio je edukaciju iz akupunkture, a 1990. završio je specijalizaciju iz ortopedije. Znanstveni suradnik IMI-ja u Zagrebu je od 1988. Završio je tri poslijediplomska studija iz: biomedicine, ortopedije i primjene ultrazvuka u medicini. Jedan je od pionira u primjeni i popularizaciji akupunkture u Hrvatskoj. U listopadu 2001. godine bio je jedan od osnivača Hrvatskog društva medicinskih vještaka zdravstvenog osiguranja, HDMVZO. 
Objavio je više desetaka znanstvenih i stručnih radova u domovini i inozemstvu. Publicirao je članke u više različitih periodika, počevši od dnevnih novina pa do stručnih časopisa. Pjesme piše od mladih dana. Sudjelovao je kao jedan od autora u zbirci pjesama hrvatskih liječnika Sat bezvremena. Romane objavljuje i pod pseudonimom Sandro Senem. Živi i radi u Zagrebu i Samoboru.
- Akupunktura, 1989, ISBN 86-329-0246-6
- Akupunktura, 1990, UDK 615.814.1(035)
- Sat bezvremena, 1999, ISBN 953-97792-1-9
- Osnovi akupunkture, 2013, ISBN 978-953-57480-3-8
- Atlas akupunkture, 2013, ISBN 978-953-57480-4-5
- Aurikulo akupunktura, 2013, ISBN 978-953-57480-6-9
- Akupresura, 2013, ISBN 978-953-57480-5-2
- Kraljica, 2013, ISBN 978-953-57480-0-7
- Sanjam, 2013, ISBN 978-953-57480-7-6
- Mrtav živim: namještena igra, 2013, ISBN 978-953-57480-1-4
- Logor voštanih figura: doktori moje duše, 2013, ISBN 978-953-57480-2-1
- Atlas akupunkture, 2016, ISBN 978-953-58869-2-1
- Akupresura, 2016, ISBN 978-953-58869-1-4
- Kuća od karata, 2016, ISBN 978-953-58869-3-8
- Aurikulo akupunktura, 2016, ISBN 978-953-58869-0-7
- Osnove kineske akupunkture, 2016, ISBN 978-953-57480-8-3
- Kad čuješ zvona, 2017, ISBN 978-953-57902-5-9
- Logor voštanih figura, 2017, ISBN 978-953-57902-6-6
- Mrtav živim, 2017, ISBN 978-953-57902-7-3
- Akupresura, 2019, ISBN 978-953-58869-5-2
- Refleksoterapija, 2019, ISBN 978-953-58869-4-5
- Anđeli zla, 2019, ISBN 978-953-48912-0-9
- Atlas akupunkture, 2020, ISBN 978-953-58869-6-9
- Aurikulo akupunktura, 2021, ISBN 978-953-58869-8-3
- Osnove kineske akupunkture, 2021, ISBN 978-953-58869-7-6
- Refleksoterapija, 2021, ISBN 978-953-58869-9-0
- Akupresura, 2021, ISBN 978-953-8399-00-8
- Jesen i ti, 2021, ISBN 978-953-8399-01-5
- Akupunktura dvije točke za 58 bolesti, 2022, ISBN 978-953-8399-02-2

## Nagrade
- 1980. Rektorova nagrada Sveučilišta u Zagrebu za znanost,
- 1988. Nagrada 7 sekretara SKOJ-a (zlatna jabuka) za znanost